# Rosi Braidotti
Rosi Braidotti (née le 28 septembre 1954) est une  philosophe contemporaine et une théoricienne du féminisme. Ses publications s’ancrent dans la philosophie continentale et féministe à l’intersection des théories politiques et sociales et des études féministes et postcoloniales. Ses travaux portent sur la subjectivité, les théories féministes et la convergence post-humaniste.

## Biographie

### Carrière
Braidotti est une citoyenne italienne et australienne. Elle est née en Italie et a grandi en Australie. En 1977, elle est diplômée de l'université nationale australienne à Canberra, elle y reçoit la médaille universitaire de la Philosophie puis elle reçoit le prix de l'université Tillyard. Braidotti part ensuite faire son travail de doctorat à la Sorbonne et y devient docteur de philosophie en 1981. Elle enseigne à l'université d'Utrecht aux Pays-Bas depuis 1988 lorsqu'elle fonde la chaire en études des femmes. En 1995, elle devient la directrice fondatrice de la recherche néerlandaise en Women's Studies, un poste qu'elle a occupé jusqu'en 2005. Dans le cadre de ses recherches en sciences humaines, elle s'intéresse aux notions d'individualité, de genre, d'humanité et de post-humain.
Braidotti, est une pionnière des European Women's Studies. Elle a fondé le réseau inter-universitaire SOCRATE, BRUIT et le réseau thématique de Women's Studies ATHÉNA, qu'elle a dirigé jusqu'en 2005. Elle était une "Leverhulme Trust Professeur" invitée au Birkbeck College en 2005-2006 ; une "Jean Monnet Professeur" à l'Institut Universitaire Européen de Florence en 2002-2003 et invitée à l'école des sciences sociales de l'Institute for Advanced Study à Princeton en 1994. Elle est un des membres fondateurs du Consortium européen pour les sciences humaines des instituts et des centres (ECHIC), 2008; en 2010, elle a été élue membre du Conseil d'administration du Consortium de sciences humaines pour centres et instituts (CHCI). En 2014, elle devient membre du Conseil scientifique du Conseil national de la recherche scientifique en France. Braidotti a été le Directeur fondateur du Centre pour les sciences humaines à l'université d'Utrecht (2007-2016) dont elle est actuellement professeure honorifique.
Braidotti sert ou a servi sur le conseil consultatif de nombreuses revues féministes universitaires, y compris les Différences, les Signes, les Women's Studies International Forum, et Feminist Formations,,,.

## Thèmes de sa pensée

### Féminisme
Braidotti est une théoricienne féministe influente au sein du féminisme post-séculaire, de troisième vague et post-humaniste. Elle est influencée par la pensée de la féministe française Luce Irigaray ainsi que par la tradition australienne matérialiste de Genevieve Lloyd (en). Elle a publié de nombreux textes sur le féminisme, notamment le livre Nomadic Subjects : Embodiment and Sexual Difference in Contemporary Feminist Theory (1994) ainsi que les articles The Politics of Onyological Difference (1989) et Towards a New Nomadism : Feminist Deleuzian tracks;or, Metaphyics and Metabolism (1994).

#### Pensée féministe nomade
Pour cette autrice, il est nécessaire de mettre en œuvre de nouvelles configurations au sein du féminisme. Elle propose une pratique féministe nomade inspirée par la philosophie de Gilles Deleuze et Felix Guattari. Ceux-ci conçoivent le nomade comme un individu toujours en mouvement, qui se situe entre deux points. Cet espace de transition, ce milieu, est une direction en soi. Le nomade n’a pas une identité fixe et stable, mais bien de multiples identités partielles et discontinues. Celui-ci a aussi la capacité de créer des connexions transitoires. C’est ainsi en raison de ses habiletés à créer ce type de connexions et par son image de mobilité et de transgression que Braidotti conçoit le nomade comme une figure pertinente pour le féminisme et la subjectivité féministe. Elle propose ainsi un projet politique féministe nomade.
En concevant le sujet comme nomade, Braidotti met de l’avant une subjectivité qui échappe aux conceptions phallocentriques et cartésiennes du sujet.La subjectivité est plutôt comprise comme hétérogène, transgressive, déterritorialisée, performative et affirmative. Le déplacement du sujet permet à la théorie nomade de reconceptualiser l’identité et la subjectivité comme site de résistance.
Bien que le sujet nomade n’ait pas d’identités cristallisées, ses connaissances et ses expériences sont situées. Le point de départ du nomadisme de Braidotti réside dans le corps encorporé (en anglais embodied) et ses expériences. Cet accent sur le corps permet de prendre en compte la différence sexuelle. Braidotti distingue trois niveaux de différence sexuelle : 1) la différence entre les sexes 2) la différence entre les femmes et 3) la différence au sein de chaque femme. Pour Braidotti, cette conception affirmative de la différence sexuelle permet de positionner le sujet nomade féministe comme différencié et non hiérarchique. Ces différences théorisées de manière positive font ainsi place à une multitude de subjectivités alternatives. De plus, cette prise de conscience du sujet envers la multiplicité génère une position éthique affirmative relationnelle à l’opposé d’une conscience oppositionnelle où les conditions de possibilités du présent sont liées par la négation

#### Critiques
Plusieurs féministes ont critiqué la théorie nomade de Braidotti. C’est notamment le cas de Eva C. Karpinski et d’Irene Gedalof qui perçoivent que le nomadisme est seulement accessible aux personnes privilégiées, soit les femmes blanches occidentales de la classe moyenne. Karpinski illustre que cette figure romantise des positions vulnérables telles que les personnes en situation d’itinérance et les personnes handicapées. Similairement, Gedalof souligne que cette position de nomade n’est pas nécessairement une possibilité pour les personnes moins privilégiées.

### Post-humanisme
Rosi Braidotti est une pionnière importante du post-humanisme. C’est au sein d’une trilogie qu’elle illustre notamment sa pensée.
The Posthuman commence la trilogie. Ce premier livre est une boîte à outils conceptuels traçant une cartographie exhaustive des multiples significations et aspects du post-humanisme. Elle s’intéresse particulièrement au tournant post-humaniste. Elle met de l’avant une critique de l’humanisme où elle explique en quoi l’idéal de perfection humaine basé sur la raison humaine est un modèle culturel hégémonique problématique. En promouvant la liberté et l’égalité, l’humanisme a réduit les corps sexualisés, racialisés et naturalisés en corps jetables. La différence est ainsi comprise comme inférieur. Pour Braidotti, le concept de différence est central au post-humanisme et met en lumière la diversité chez les humains, mais aussi chez les organismes non humains. Elle vient ainsi développer la notion zoe définie comme la vie qui est alors conçue comme une force vitaliste générative non humaine commune à toutes les espèces. Son approche centrée sur zoe souhaite tisser un lien transversal affirmatif entre les organismes vivants. Elle développe une conception de la subjectivité comme entité transversale incluant les humains et les non-humains. Braidotti s’intéresse aussi au développement des technologies et à la médiation technologique. Comme théoricienne non dualistique, Braidotti prône un continuum nature-culture et une démocratie techno-scientifique centrée sur zoe.
Posthuman Knowledge est le deuxième livre de sa trilogie. Braidotti s’intéresse à la production de connaissances post-humanistes, soulignant que la méthodologie traditionnelle humaniste n’est pas adéquate pour répondre aux enjeux du présent. Elle insiste ainsi sur la création de nouveaux outils conceptuels et de nouvelles méthodologies embrassant la diversité et la complexité de l’existence sur Terre. Elle développe les fondations conceptuelles des « Critical Posthumanities » comme cadre analytique pour les connaissances post-humanistes. Les « Critical Posthumanities » s’appuie sur les approches méthodologiques des études critiques de première et deuxième génération. Elle défend un cadre post-disciplinaire et, non seulement interdisciplinaire, dans l’optique de déstabiliser le pouvoir hégémonique des disciplines et les hiérarchies de connaissances structurant les universités. Elle s’intéresse aussi à la subjectivité et ce que signifie être un sujet post-humaniste produisant des connaissances. Ce dernier doit être post-anthropocentriste en se défamiliarisant de l’universalisme ainsi que des hiérarchies de pouvoir. La défamiliarisation est un processus de mise à distance avec ce qui est familier et connu. Braidotti voit le sujet post-humaniste en devenir constant à l’opposé d’être défini par des identités cristallisées. Elle met de l’avant que ce sujet n’est pas l’Homme, mais bien un collectif qu’elle nomme « we-are-(all)-in-this-together-but-we-are-not-one-and-the-same ».
Son troisième livre Posthuman Feminism s’appuie sur les livres précédents tout en illustrant spécifiquement les résonances entre les différentes approches féministes et le post-humanisme. Son point de départ est que le féminisme n’est pas seulement un mouvement égalitariste, mais bien un mouvement radical de transformation pour affirmer positivement les différences des personnes marginalisées. Braidotti souligne que les auteurs post-humanistes mainstream négligent les apports du féminisme et urge les féministes à s’intéresser aux questions post-humanistes. Les premiers chapitres tracent une cartographie des différentes branches du féminisme pour illustrer que ces derniers ne sont pas seulement ancrés dans une tradition humaniste. Elle met ainsi en lumière la critique de l’humanisme et de l’anthropocentrisme effectuée par les différents cadres féministes. Par la suite, elle illustre le potentiel créatif du féminisme post-humaniste en analysant différentes théories féministes récentes reconceptualisant la conception de la « vie » de manière globale. Elle tente ainsi de faire une généalogie des tendances féministes post-humanistes.

#### Critiques
Mark Carrigan et Douglas Porpora critiquent le niveau d’abstraction de la pensée de Braidotti. Par exemple, elle souligne la possibilité d’une éthique affirmative sans pour autant expliquer comment les sujets post-humanistes peuvent concrètement effectuer les changements nécessaires pour mettre en place cette éthique. Ainsi, les observations ontologiques de Braidotti sont difficilement transposables dans la vie sociale, ce qui est un enjeu au sein du paradigme post-humaniste. Similairement, Michiel Van Ingen illustre que la position philosophique de Braidotti est insoutenable et qu’elle ne permet pas d’obtenir les bases pour une théorie critique affirmative et une pratique politique. De plus, plusieurs inconsistances se présentent dans sa pensée entre la théorie et la praxis.

## École d'été post-humaniste
Rosi Braidotti est aussi la professeure responsable d’une école d’été sur le post-humanisme à l’université d’Utrecht, située aux Pays-Bas. Ce cours intensif s’appuie sur sa théorie féministe post-humaniste. L’objectif est d’analyser les innovations méthodologiques introduites par la théorie critique post-humaniste définie par la convergence des critiques de l’humanisme et de l’anthropocentrisme. Les participants sont ainsi invités à s’interroger sur les transformations qualitatives nécessaires pour développer un cadre post-humaniste critique. Cette école d’été se veut interdisciplinaire pour tenter d’éviter les compartimentalisations disciplinaires. Des aspects théoriques de la philosophie, la littérature, le droit, la pédagogie et les arts sont notamment abordés. De plus, pour tenter d’éviter de reproduire des exclusions, une attention particulière est portée à la littérature noire et autochtone.
Voici une liste des différents thèmes et questions abordés dans les dernières années :
- 2023 : The Intersectional Posthumanities[22]

- 2022 : The Posthuman Life of Methods (édition en ligne)[23]

- 2021 : The Posthuman & New Materialism (édition en ligne)[24]

- 2020 : Posthuman Convergences: Theories and Methodologies (édition en ligne)[25]

- 2019 : Posthuman Knowledge(s)[26]
- 2018 : Posthuman Ethics, Pain and Endurance[27]

## Fonds ROSANNA pour les femmes
Le Fonds ROSANNA pour les femmes est une initiative de Rosi Braidotti et Anneke Smelik, professeure retraitée de l’université Radboud de Nijmegen aux Pays-Bas, dont l’objectif est de permettre une éducation académique à certaines femmes à l’université d’Utrecht. Cette bourse souhaite aider des femmes chercheuses et étudiantes qui n’ont pas accès à une aide financière pour être en mesure d’avancer leur carrière académique. Par le fait même, le but de ce fonds est de contribuer au rayonnement des femmes à l’université d’Utrecht dans l’optique de solidifier la réputation et le statut scientifique de l’université.

## Publication en français
- La Philosophie. Là où on ne l'attend pas, Paris, Larousse, coll. « Philosopher », 2009.